# Die Neue Welt
Die Neue Welt («Le Monde nouveau») est un journal publié en Alsace de 1921 à 1939. 

## Histoire
Il a été lancé à la fin de janvier 1921 par Charles Hueber, un dirigeant local du Parti communiste français. En 1923 le journal a fusionné avec L'Humanité d'Alsace-Lorraine, l'édition régionale du journal du parti L'Humanité,
Die Neue Welt a été ressuscitée comme quotidien par une section de communistes alsaciens au début de juillet 1929. Le journal relancé portait le sous-titre « Deutschsprachiges Tagesorgan der Kommunistischen Partei Frankreichs. Région Elsass-Lothringen» («organe quotidien de langue allemande du Parti communiste français, Région Alsace-Lorraine »). Comme Die Neue Welt concurrençait efficacement le journal officiel du parti l'Humanité d'Alsace-Lorraine, son lancement provoqua des expulsions du Parti communiste. Parmi ces expulsés se trouvait Georges Schreckler, le rédacteur en chef de Die Neue Welt, qui devint l'organe du Parti communiste Opposition d'Alsace-Lorraine (KPO). À ce moment, Die Neue Welt comptait environ 1 300 abonnés.
Entre 1933 et 1934 Hans Mayer, réfugié juif allemand et cadre du Parti communiste d'Allemagne - opposition, fut un des rédacteurs de Die Neue Welt. Sous son influence, le journal adopta une approche surtout antifasciste, au détriment de l'autonomisme alsacien. Le journal qualifiait l'Allemagne nazie d'« État assassin », et en novembre 1934 affirma que la renonciation publique d'Hitler aux revendications territoriales sur l'Alsace-Lorraine n'était qu'une imposture. Alfred Quiri rédacteur en chef de Die Neue Welt réclama la fin de la coopération entre le KPO et les autonomistes cléricaux pro-allemands. Comme l'influence des réfugiés augmentait dans la ligne éditoriale de Die Neue Welt, les autorités allemandes en interdirent la vente en Allemagne à partir d'avril 1933. Alors que les nazis avaient exprimé des objections contre le profil marxiste du journal, c'est essentiellement les attaques contre le gouvernement d'Hitler qui étaient cités comme les raisons de cette interdiction.
La ligne éditoriale de Die Neue Welt provoqua des déchirements entre les réfugiés et les cadres alsacien du KPO, qui ne voulaient pas renoncer à leur prise de position en faveur de l'autonomisme alsacien en raison de la politique antihitlérienne. En 1934, le groupe de réfugiés quitta le KPO.
En 1935, le journal revendiquait un tirage compris entre 2 800 et 3 500, mais ce chiffre était probablement gonflé. Le journal connaissait des déficits importants (estimés à 10 000 francs français par mois), déficits couverts par des fonds en provenance d'Allemagne. Die Neue Welt se vit fréquemment cité dans les médias allemands, comme exprimant les sentiments du peuple alsacien. En avril 1939 Die Neue Welt fusionna avec l'Elsass-Lothringische Zeitung (l'organe de la Landespartei) .